# Juana María Condesa Lluch
Juana María Condesa Lluch (Valencia, 1862-1916) fue fundadora de la Congregación Religiosa Esclavas de María Immaculada. Fue beatificada en 2003 por Juan Pablo II.

## Biografía
Nació el 30 de marzo de 1862.
Hija de Don Luis Condesa y doña Juana Lluch.
Lluis Condesa, su padre, fue un hombre de una gran religiosidad que contrajo el cólera tratando a los enfermos durante la epidemia que atacó la ciudad de Valencia en 1865, hecho que causó su muerte. Juana Lluch, una mujer humilde y piadosa, asumió a raíz de la muerte del marido la responsabilidad de tener cuidado y educar a sus hijas Trinidad y Juana. Confió la educación de las dos, según costumbre de la época y su acomodada posición social, a una maestra, Teresa Ballester. Juanita, como le decían en casa, fue una niña rebelde, terca y traviesa, con un gran corazón y sensibilidad por todo el sufrimiento que podía contemplar. Este temperamento fue dando espacio a una voluntad firme y con el paso de los años decidió consagrar su vida a Dios.
Pronto se inicia en las devociones religiosas; siguiendo el ejemplo de sus mayores, hacía caridad a los necesitados. Hacia el 1875 ingresó a la Esclavitud Mariana de Grignion de Monfort y a la Archicofradía de las Hijas de María y Santa Teresa de Jesús, donde se le confió la secretaría. También, siguiendo la tradición familiar, perteneció a la Tercera orden del Carmen. Diariamente participaba en la Eucaristía en la Iglesia del Patriarca, donde conoció a su director Espiritual, don Vicente Castañer. A los 18 años hizo voto de virginidad para seguir el ejemplo de la Virgen María. 

### Fundación
Su vida transcurría entre sus devociones y la administración de las fincas de la familia, entre las calles céntricas de Valencia y la barraca de veraneo en la playa de Nazaret (Valencia). Haciendo este camino descubrió su vocación: desde la tartana podía ver los rostros cansados de muchas jóvenes que cada día se desplazaban desde sus casas en la cercanía de la ciudad hacia las fábricas de seda, tabaco y abanicos; eran jóvenes de clase social baja y un escaso nivel cultural que tenían que trabajar muy duramente para ganarse el pan y mantener sus familias, exponiéndose en grandes peligros al hacer a solas aquellos caminos solitarios. 
Pensó a abrir una casa para estas jóvenes, con el objetivo de ayudarlas a vivir con dignidad, fomentando su educación y formación religiosa, dándoles un techo, comida y amor. Por eso, emprendió la fundación de una congregación religiosa que se dedicara a su atención y cuidado. El cardenal Monescillo, sin embargo, no se mostró entusiasmado con el proyecto e inicialmente no le apoyó. Después de mucho insistir, en 1884 le dio el permiso para abrir una casa para las obreras, pero sin que hubiera una congregación. El 25 de marzo de 1884 abrió las puertas el Asilo Protector de Obreras de la calle de Viana de Valencia y una escuela gratuita para los hijos de las obreras. A este proyecto se unieron Teresa Ballester, su maestra, y dos amigas: Rita Sancho y María Gil.
La fundación fue consolidándose hasta que el cardenal Monescillo, antes de marchar a la sede primada de Toledo, autorizó el proyecto inicial. El nuevo arzobispo de Valencia, cardenal Sancha, los impuso el hábito el 10 de diciembre de [1892. El 19 de marzo de 1895, Juanita y sus compañeras emitían sus primeros votos con carácter temporal. El 8 de septiembre de 1911, Juana María y 18 hermanas más emitieron los votos definitivos, y ese mismo año se aprobaron las primeras Constituciones de la congregación.
Su obra, despacio, se fue extendiendo. En 1897 en Manises se abre una casa para la formación de las obreras; en 1900 se funda el noviciado en Burjasot; en 1906, otra casa para la formación de las obreras en Ayora y, finalmente, en 1912 se abre una casa en Almansa, para la educación de niños y obreras.
La enfermedad fue debilitando la vida de Juana María Condesa, quién supo hacer pasar desapercibidos muchos de los sufrimientos. Murió en la madrugada del 16 de enero de 1916, en Valencia. Inicialmente fue enterrada en el cementerio de Burjassot pero años más tarde sus restos fueron trasladados a la capilla de la Casa Madre de las Esclavas de María, en la calle Balmes (Valencia), que fue donde comenzó su obra.